# Cynthia Ward
Cynthia Ward este o scriitoare americană de literatură științifico-fantastică, fantasy și horror. A publicat mai multe povestiri în diverse reviste de science-fiction sau horror. Împreună cu Nisi Shawl a scris Writing the Other: Bridging Cultural Differences for Successful Fiction

## Traduceri în română
- Ultima zi de școală (în Almanahul Sci-fi Magazin 2009)